# Agogik (Sozialwissenschaft)
Agogik (von altgriechisch ἄγειν ágein, deutsch ‚führen‘, ‚transportieren‘, ‚treiben‘, ‚ziehen‘) ist ein Sammelbegriff der Sozialen Arbeit für die Lehre über das professionelle Leiten und Begleiten von Menschen jeden Alters. Agogik hat das Ziel, Menschen in ihren Sozial-, Selbst- und Fachkompetenzen zu fördern und diese zu erhöhen.
Der Begriff kommt vor allem in zusammengesetzten Wörtern wie Pädagogik (für Kinder und Jugendliche), Andragogik (Erwachsenen- und Weiterbildung), Arbeitsagogik (Leiten und Begleiten in Bezug auf die Arbeit) oder Gerontagogik (Weiterbildung älterer Menschen) vor. In der Schweiz gab es zeitweise auch die Berufsbezeichnung „Sozialagoge“.